# 박일규 (복지기관단체인)
박일규(1969년 12월 14일~)은 대한민국의 사회복지사이자 사회복지 운동가로, 제22대 한국사회복지사협회 회장 및 경기도사회복지사협회장(전임)을 역임하며 현장 사회복지사의 권익 향상과 사회복지 정책 개선을 도모하였다.

## 생애
박일규는 1969년 경상북도 봉화에서 태어났다. 강원고등학교를 졸업한 뒤, 강남대학교 사회사업과를 졸업하고, 강남대학교 사회복지전문대학원에서 학업을 마쳤다. 능실종합사회복지관 관장, 경기광역푸드뱅크 소장, 수원시사회복지사협회 회장, 경기도사회복지사협회장, 오산대학교 실용사회복지학과 겸임교수 등 다양한 현장과 학계에서 활동하였다. 특히, 경기도사회복지연대 공동대표, 사단법인 힘찬동네 부회장, 대한민국사회봉사단(KOREA HANDS) 사무국장 등의 직책을 맡으며 시민사회와 복지연대를 이끌었다. 2022년에는 제22대 한국사회복지사협회 회장으로서 선출되어 사회복지사의 권익 향상, 복지환경 개선, 윤리성 강화를 위한 활동을 이어가고 있다.

## 학력
- 강남대학교 사회복지전문대학원 (사회복지학과 / 석사)
- 강남대학교 (사회사업과 / 학사)
- 강원고등학교 (졸업)

## 경력
- 현) 능실종합사회복지관 관장[3]
- 현) 사단법인 힘찬동네 부회장
- 현) 한국사회복지연대 상임대표
- 전) 경기도사회복지연대 공동대표
- 전) 경기광역푸드뱅크 소장
- 전) 경기도복지시민연대 조직위원장
- 전) 대한민국사회봉사단(KOREA HANDS) 사무국장
- 전) 오산대학교 실용사회복지학과 겸임교수
- 전) 경기도사회복지협의회 부장

### 사회복지사협회 활동
- 현) 한국사회복지사협회 회장[4]
- 전) 경기도사회복지사협회 회장
- 전) 한국사회복지사협회 이사, 윤리위원장
- 전) 수원시사회복지사협회 회장[5]
- 전) 한국사회복지사협회 자격제도위원회 위원

### 사회복지계 활동
- 현) 한국 사회복지사 등 처우개선위원회 위원
- 현) 경기도복지시민연대 운영위원
- 전) 경기복지재단 이사
- 전) 경기도자원봉사센터 이사
- 전) 경기도장애인체육회 이사
- 전) 경기도사회복지사 등 처우개선위원회 위원
- 전) 경기도 지속가능발전위원회 위원
- 전) 경기도사회보장위원회 위원
- 전) 대통령직속 국가균형발전위원회 국민소통위원
- 전) 경기도성평등위원회 성평등기금분과 위원

## 수상
- 2014년 국무총리 표창
- 2004년 보건복지부장관 표창